# Rhynchorhamphus
Rhynchorhamphus – rodzaj ryb z rodziny półdziobcowatych (Hemiramphidae).

## Klasyfikacja
Gatunki zaliczane do tego rodzaju:
- Rhynchorhamphus arabicus
- Rhynchorhamphus georgii
- Rhynchorhamphus malabaricus
- Rhynchorhamphus naga